# Parc Monceau
Pour les articles homonymes, voir Monceau.
Le parc Monceau (parfois appelé parc de Monceau) est un jardin d'agrément situé dans le quartier de l'Europe du 8e arrondissement de Paris.

## Situation et accès

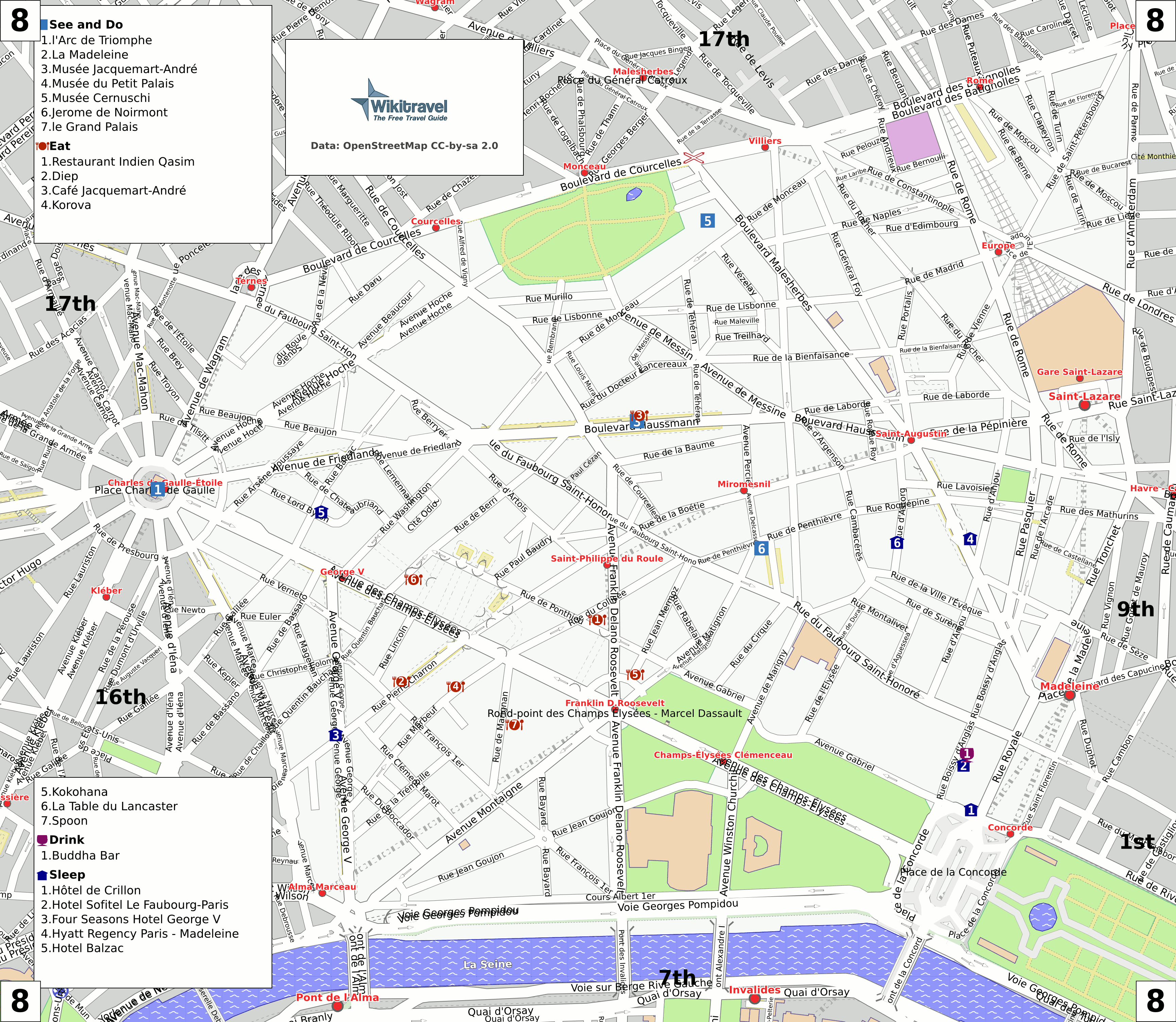
Carte du 8e arrondissement de Paris. Le parc Monceau est situé légèrement au-dessus du centre de la carte.

Limité au nord par le boulevard de Courcelles, le parc Monceau est entouré de plusieurs rues ou avenues, dont le percement est financé par les frères Pereire, et bordées de luxueux hôtels particuliers, dont certains donnent directement sur le parc. La plupart de ces voies portent des noms de grands peintres du XVIIe siècle : avenue Vélasquez, avenue Ruysdaël, avenue Van-Dyck, rue Rembrandt, rue Murillo.
Le parc est traversé par l'avenue Ferdousi, l'allée de la Comtesse-de-Ségur, l'allée Jacques-Garnerin, l'allée Michel-Berger, et l'allée France-Gall.
Le parc comprend notamment une rotonde, ancien pavillon, réalisé par Claude Nicolas Ledoux, du mur des Fermiers généraux.

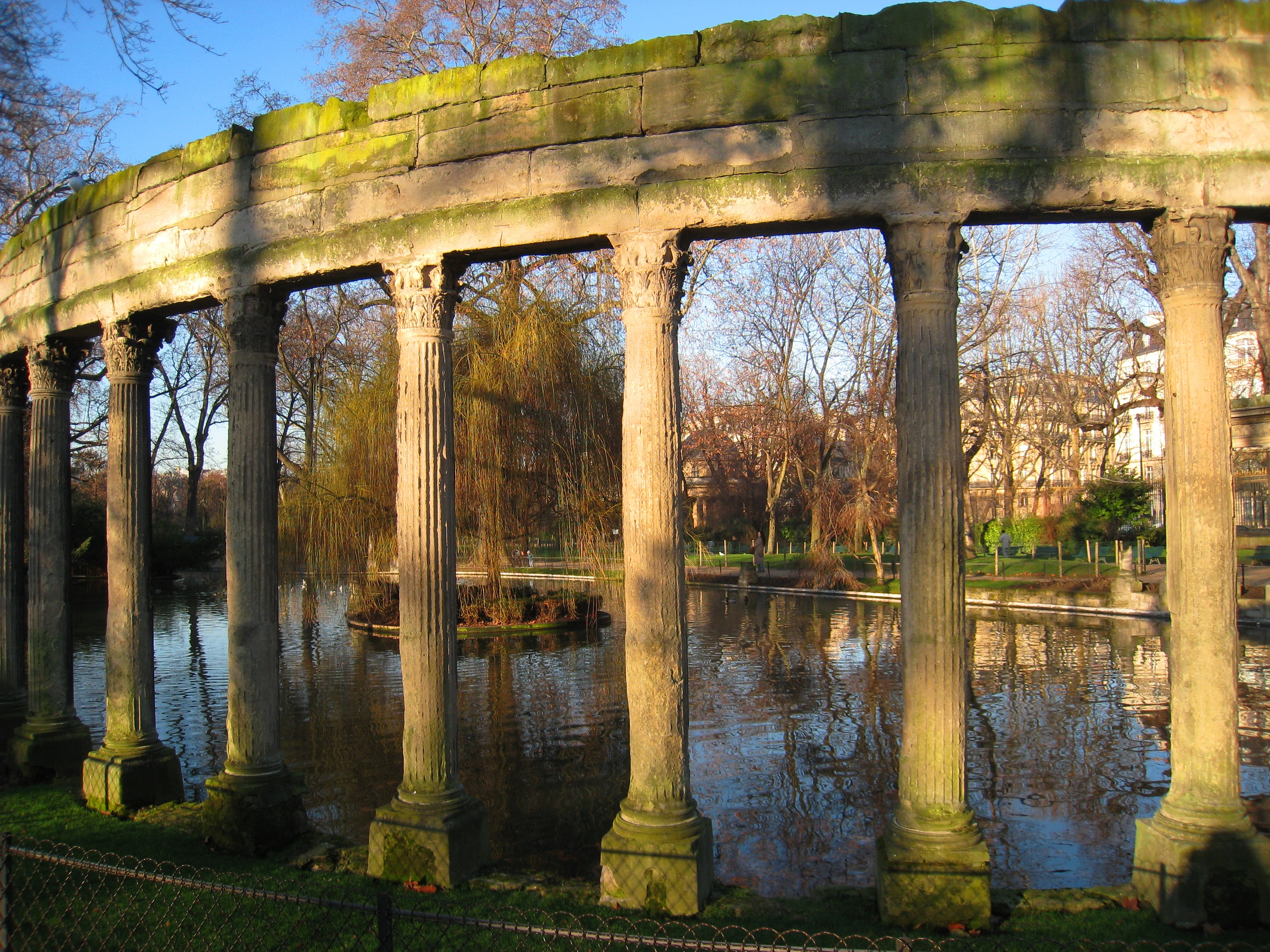
La colonnade.

À quelques pas se trouve la Naumachie (inspiré des naumachies de l'Antiquité romaine, spectacles de batailles navales), bassin ovale bordé d'une colonnade corinthienne qui provient de la rotonde des Valois, le monument funéraire imaginé par Catherine de Médicis en 1559 pour son époux en ajout à la basilique Saint-Denis  et détruit en 1719 ; les colonnes furent récupérées et installées par Carmontelle pour décorer le bassin. À proximité se dresse une grande arcade style Renaissance, relique de l'hôtel de ville de Paris incendié en 1871 (on compte également des fragments de colonnes).
Des statues en marbre d'écrivains et de musiciens se trouvent au détour des bosquets ; elles représentent Maupassant, œuvre de Verlet, Chopin par Froment-Meurice, Gounod et Musset par Mercié, Ambroise Thomas par Alexandre Falguière ou Édouard Pailleron par Bernstamm. Le parc est entouré d'immeubles luxueux et d'hôtels particuliers.
Le parc mesure un kilomètre de circonférence et s'étend sur 8,2 ha. Un tour complet de parc mesure 1 050 mètres (+/- 10m) en contournant l'aire de jeu pour enfants, et 1 000 mètres sans la contourner.
Le parc Monceau est desservi à proximité par la ligne 2 du métro à la station Monceau ainsi que par les lignes 30 et 84 du réseau de bus RATP.

## Historique

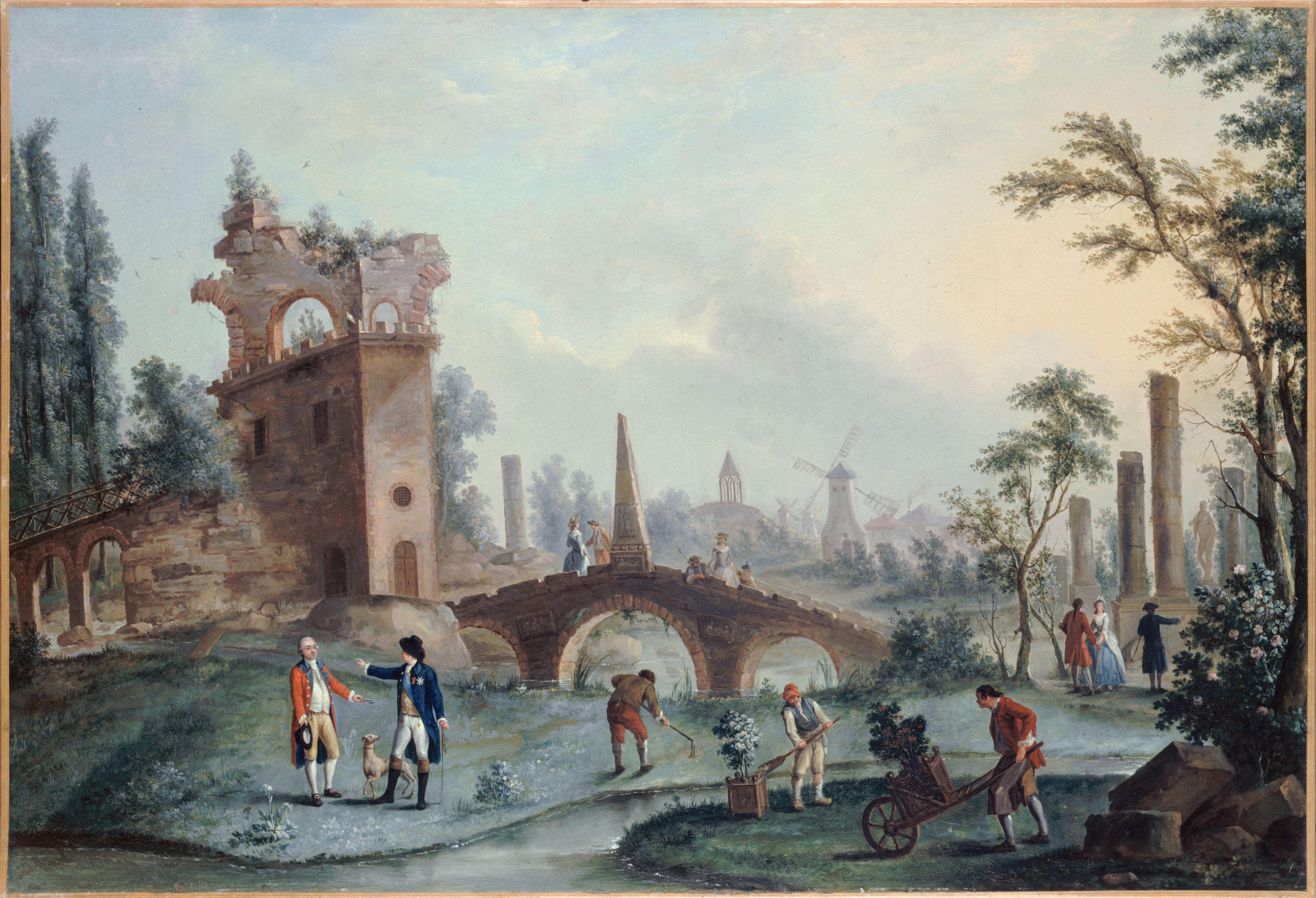
Tableau du XVIIIe siècle représentant une vue des jardins de Monceau et la remise des clefs au duc de Chartres (musée Carnavalet).

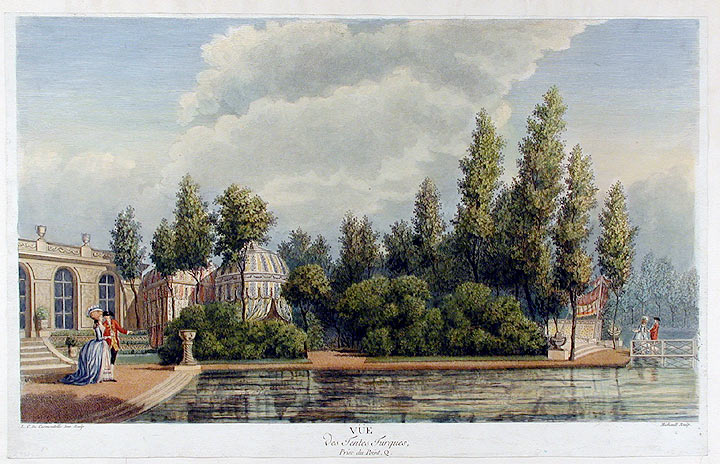
Vue des tentes turques du parc Monceau.
Gravure de Jean-Baptiste Delafosse d'après Carmontelle (1779).

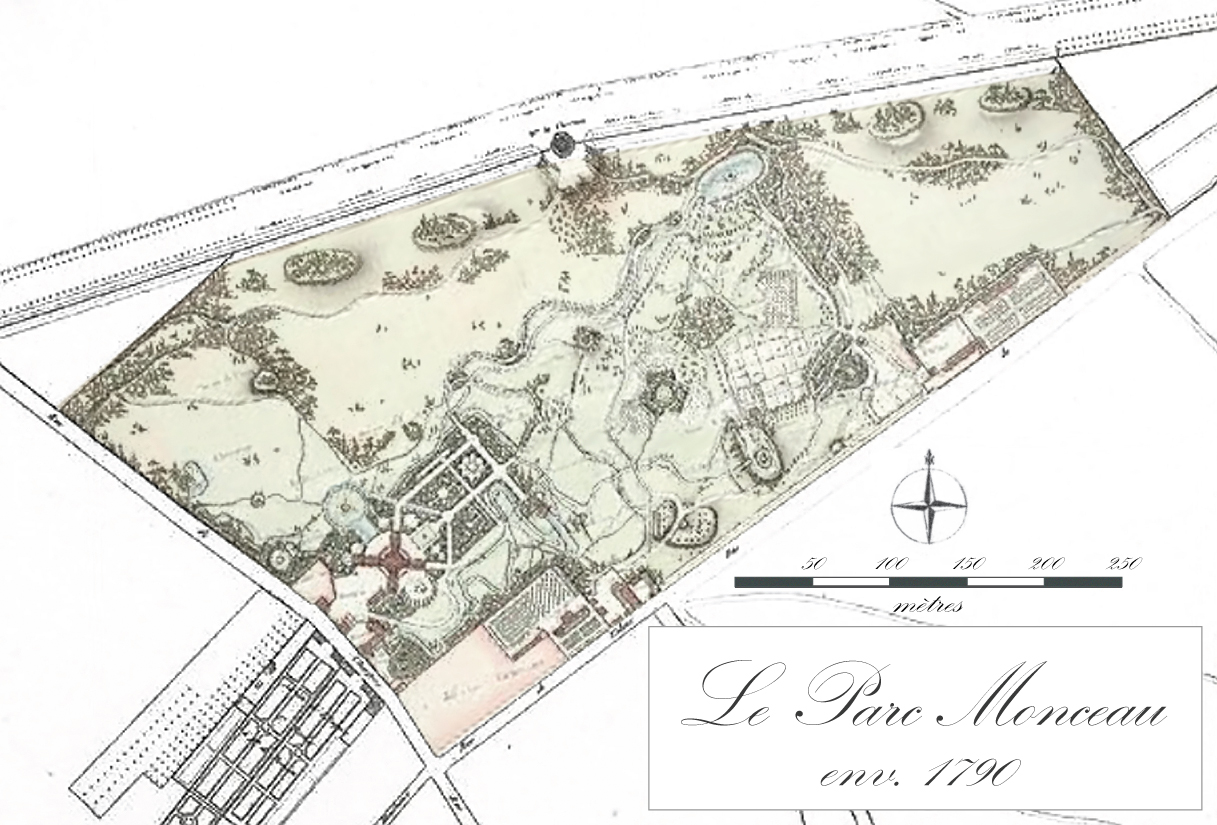
Plan du parc aux environs de 1790.

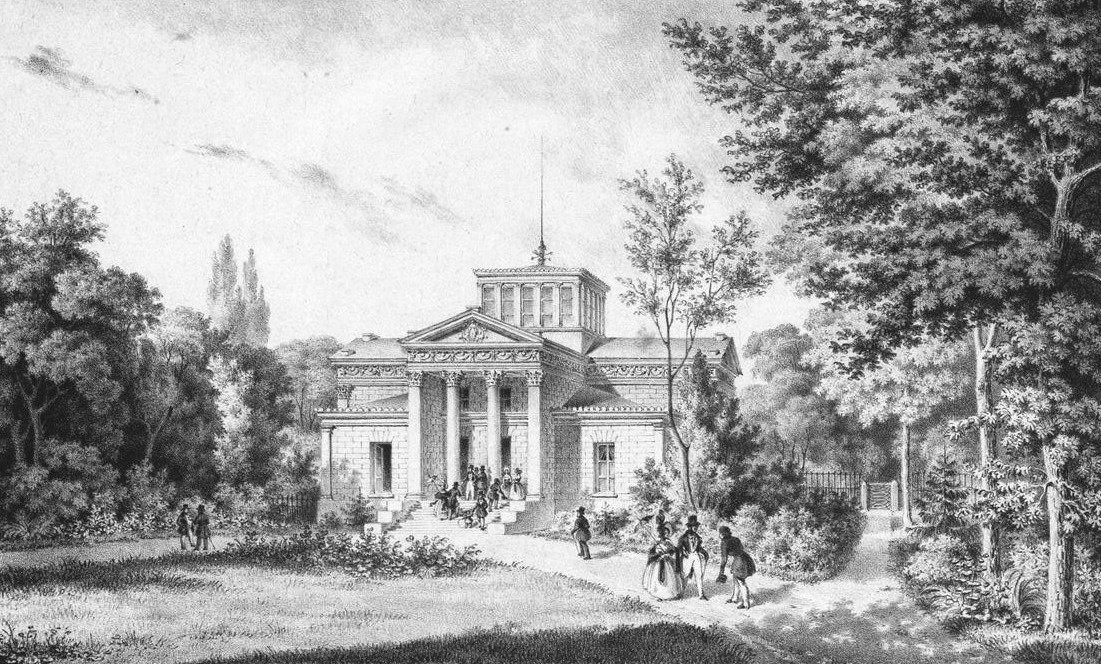
Vue de 1838 du pavillon d'habitation, élevé entre 1803 et 1806 par Pierre-Nicolas Bénard, détruit au début des années 1860 (à l'emplacement des bâtiments situés entre les 15-17, rue Murillo et le 64, rue de Lisbonne).

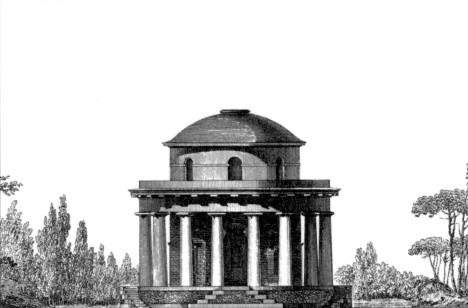
Barrière de Chartres.

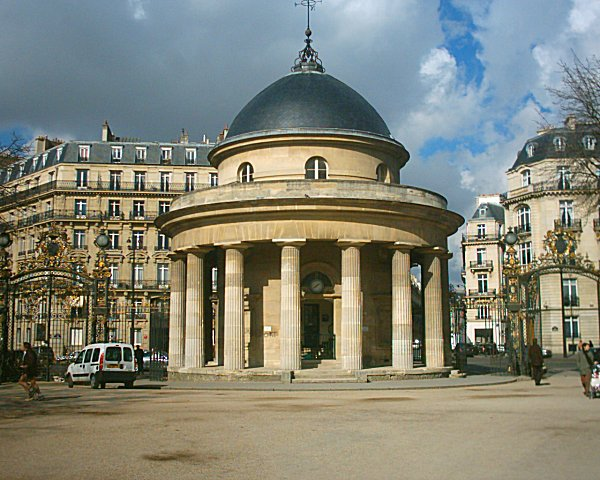
Barrière de Chartres, aujourd'hui rotonde du parc Monceau.

Entre 1769 et 1773, le duc de Chartres fait construire par Colignon la folie de Chartres, pavillon octogonal à deux étages entouré d'un jardin à la française, construit sur un terrain d'un hectare à « Mousseau » (aujourd'hui parc Monceau). Par la suite, le rez-de-chaussée fut complété par quatre galeries en étoile.
Entre 1773 et 1779, afin de rivaliser avec les jardins de Bagatelle, d'Ermenonville et le désert de Retz, voire les derniers aménagements de Versailles, le duc décide de faire réaliser sur ces vingt hectares un jardin de style anglo-chinois plus vaste et demande à Carmontelle, ordonnateur de ses fêtes, de concevoir un « pays d'illusions » avec des fabriques de jardin : ferme suisse, moulins hollandais, pagode, pyramide, ruines féodales, temple romain disséminés le long de sentiers accidentés, de bouquets d'arbres et d'îles. Un recueil de gravures présente diverses vues du parc, « ruines d'un temple de Mars, château gothique, moulin hollandais, tentes tatares »… Une rivière est creusée, alimentant un grand bassin destiné à des représentations de combats navals, et des grottes sont érigées pour abriter jeux ou collations.
Enfin, entre 1781 et jusqu'à la mort du duc en 1793, l'aménagement des nouveaux terrains acquis au nord et à l'est, ainsi que les modifications du parc (réfection des allées, agrandissement des serres chaudes, plantation d'arbres) sont confiés à Thomas Blaikie dans l'objectif d'en faire un jardin à l'anglaise.
Le lieu fut vanté successivement par l'abbé Delille  (Les Jardins  ou l'Art d'embellir les paysages, 1782) et par Luc-Vincent Thiéry (Guide des amateurs et des étrangers voyageurs à Paris, 1787).
Deux dessins aquarellés de Claude Mathieu Delagardette (1762-1805) intitulés Relevé du nouveau berceau ou jardin d'hiver de Monceau. Plan au-dessus de la grotte. Plan de la grotte, datés de 1783, ont figuré dans une vente aux enchères publiques du 30 mars 2015 (Monceau anglais, article signé AF dans La Gazette Drouot, no 12, 27 mars 2015, p. 33, ill.)
En 1787, une partie du jardin est amputée afin de permettre à Ledoux de construire « un bureau d'observation sur la plaine » dite barrière de Chartres (rotonde), pavillon d’octroi entouré d’un péristyle de seize colonnes, dans le cadre de la construction des barrières du mur des Fermiers généraux ; son rez-de-chaussée et son premier étage étaient occupés par les bureaux de la Ferme générale, tandis que le duc disposait de la terrasse supérieure pour jouir de la vue sur son jardin. Les colonnes à fût lisse et le dôme supérieur ont été modifiés en 1861.
Sous la Révolution, le jardin est confisqué et devient en 1793 bien national. En 1797, André-Jacques Garnerin, aérostatier des fêtes publiques, y effectue le premier saut en parachute de l'histoire en s'élançant d'une montgolfière.
Après la Révolution, le parc en piteux état est restitué à la famille d'Orléans ; entre 1802 et 1806, la folie est démolie et un autre pavillon construit à sa place, des travaux et un plan plus resserré mis en œuvre ; les Orléans vendent, puis rachètent en 1819.
Sous le Premier Empire, le préfet de la Seine, Nicolas Frochot, projette de transformer le parc en cimetière.
Un peu avant 1830, le fils du duc, futur Louis-Philippe, roi des Français, fit transporter le temple de Mars vers le jardin enchanté de son château de Neuilly ; il est quelque peu modifié pour devenir le temple de l'Amour à Neuilly-sur-Seine.
En 1860, le percement du boulevard Malesherbes permet à l'État d'exproprier le jardin réduit à 18 hectares et quelques ares ; la Ville de Paris ne conserva que 86 000 m2 sur les 184 000 m2.
Sous la direction d'Adolphe Alphand, ingénieur des Ponts et Chaussées, responsable du service des Promenades, le parc et les abords sont aménagés sur 8,4 hectares et inaugurés le 14 août 1861 par Napoléon III ; Gabriel Davioud est chargé des entrées monumentales avec leurs grandes grilles dorées. Une partie des anciennes fabriques est conservée et associée à de nouveaux éléments : la rivière et son pont, la cascade et la grotte. Dans la grotte, les premières stalactites en ciment artificiel sont une invention de l’entrepreneur Combaz.
En 1861, le reste est revendu aux frères Pereire qui créent un lotissement dont les rues devront rester fermées par des grilles ; les familles Pereire, Rothschild, Cernuschi, Menier, Camondo feront alors élever des grands hôtels particuliers dont les jardins donnent sur le parc[réf. nécessaire]. Sont créées sur l'emplacement du parc :
- la rue Alfred de Vigny ;
- la rue Murillo ;
- la rue Rembrandt ;
- le prolongement de la rue de Lisbonne ;
- l'avenue Ruysdaël ;
- l'avenue Vélasquez ;
- l'avenue de Valois.

À la suite des difficultés liées à l’expropriation nécessaire pour l’agrandissement de la gare du Nord-Ouest, les frères Péreire envisagent de transformer la « folie de Chartres » en gare-terminus.
Pendant la Semaine sanglante de la Commune de Paris (21-28 mai 1871) des pelotons d'exécution y sont installés avec le système des « fournées », dans l'exécution des jugements sommaires rendus par les cours prévôtales du Châtelet, de l'École polytechnique, de la gare du Nord et de la gare de l'Est[réf. nécessaire].
Une arcade Renaissance de l'hôtel de ville de Paris, détruit en 1871, est installée dans le parc.
Les statues de musiciens, d’écrivains, de poètes accompagnés de leurs égéries et de leurs inspiratrices ont pris place sur les pelouses du parc à la fin du XIXe siècle, rappelant que ce nouveau quartier fut à l’époque habité par de nombreux artistes et écrivains, qui se promenaient souvent dans le parc.
En octobre 1896, à l'occasion de leur visite en France, le tsar russe Nicolas II et son épouse Alexandra se rendent à l'église de la rue Daru. Sur le trajet, ils traversent le parc Monceau (fermé au public pour l'occasion) d'est en ouest, de l'avenue Vélasquez à l'avenue Van-Dyck, « noires de monde », alors que certains parmi la foule grimpent aux grilles du parc, pour apercevoir le couple impérial.
L'ancien terminus en boucle de la ligne 3 au-delà de la station Villiers, abandonné lors du prolongement de la ligne vers l'ouest en 1910, a été transformé en centre de formation de la RATP, sous le parc Monceau.
En 1982, une lanterne japonaise (tōrō) prend place dans le parc, à proximité de la pyramide, pour symboliser l'amitié entre Paris et Tokyo.

## Botanique
- Platane d'Orient, un des platanes les plus anciens de Paris, planté en 1814, hauteur 31 m, circonférence 7 m, classé arbre remarquable[15].

## Le parc Monceau dans l'art

### Peinture
Claude Monet a réalisé six tableaux du parc, trois en 1876 et trois en 1878.

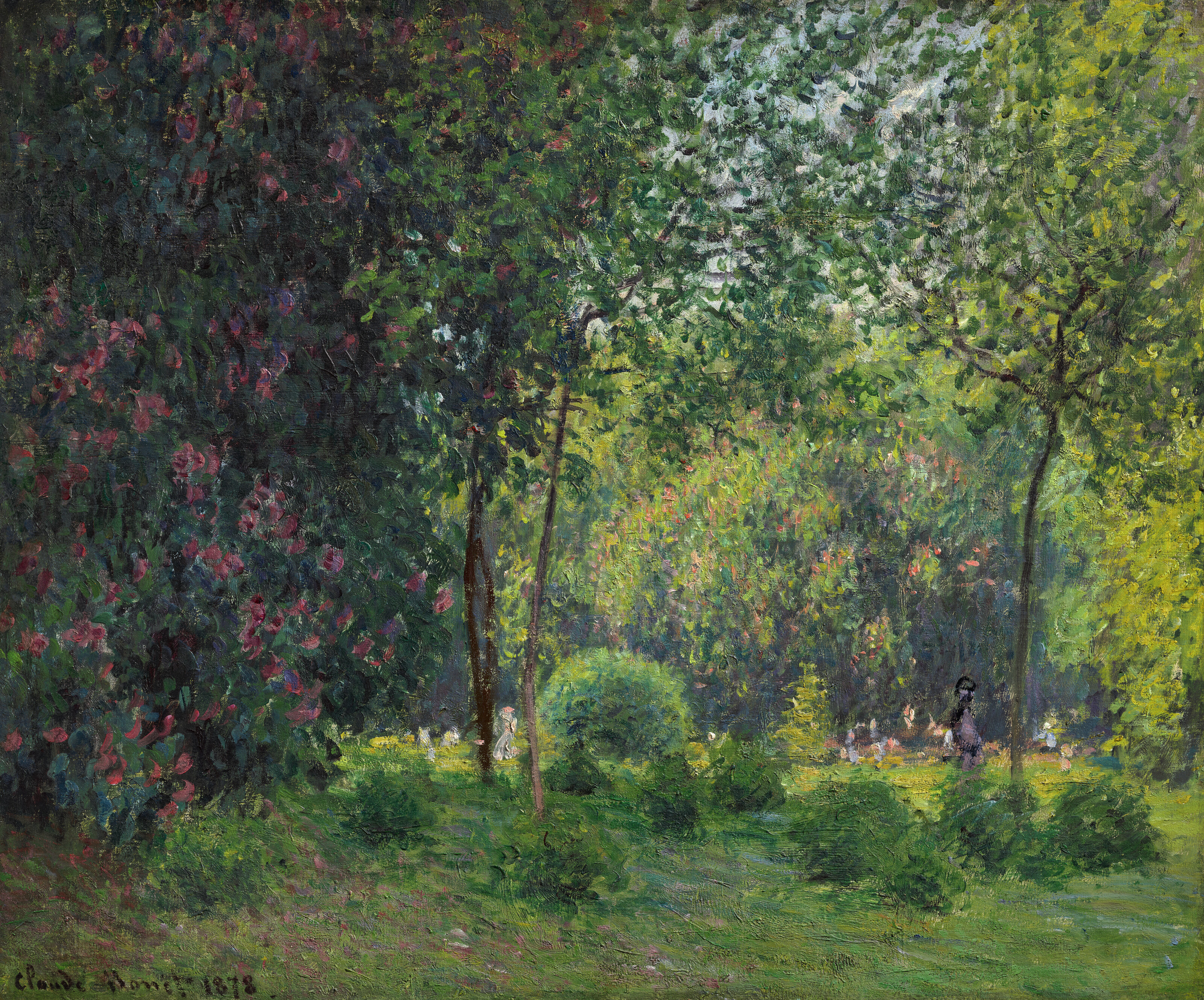
Claude Monet, 1878.
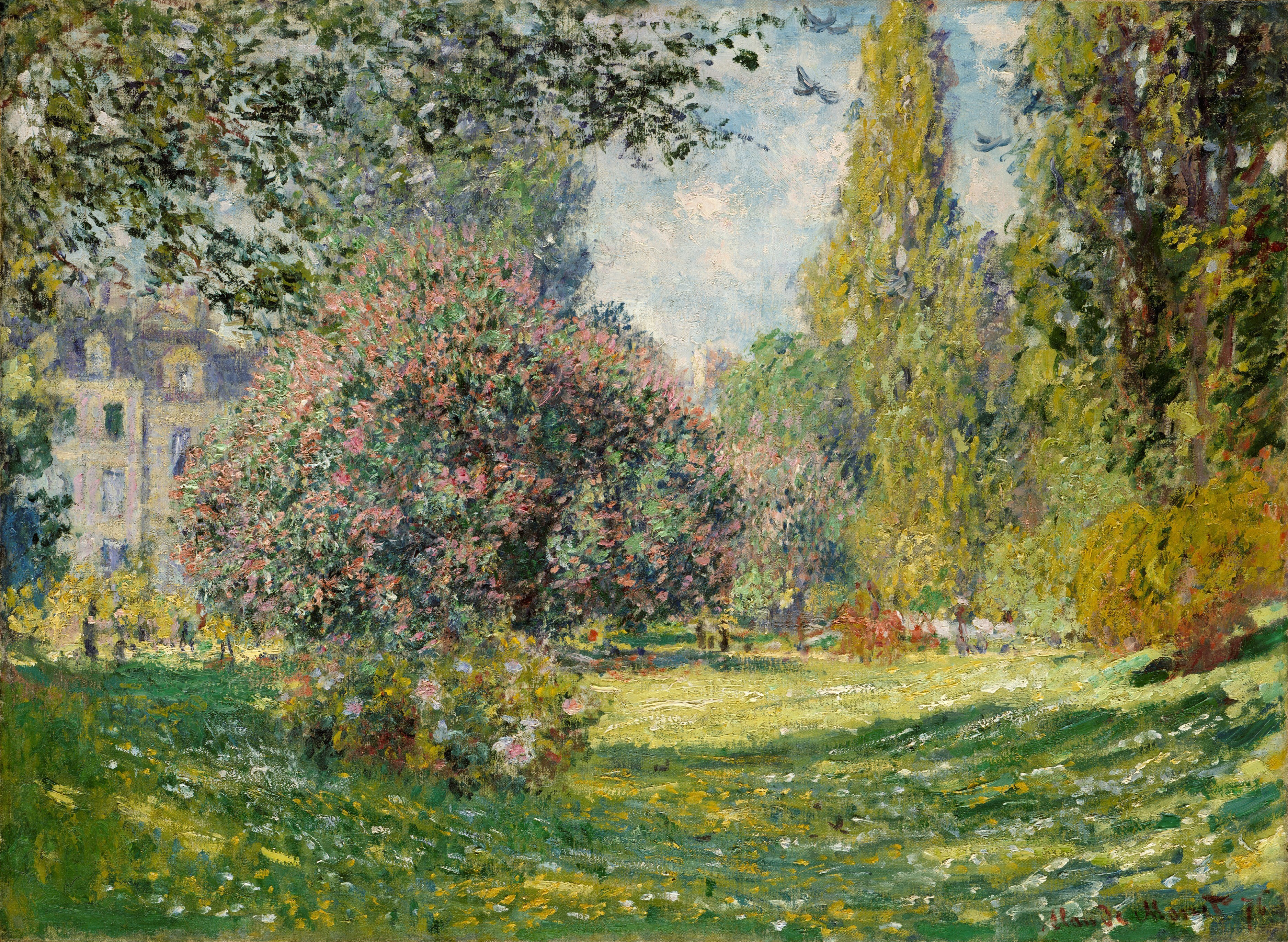
Claude Monet, 1876.
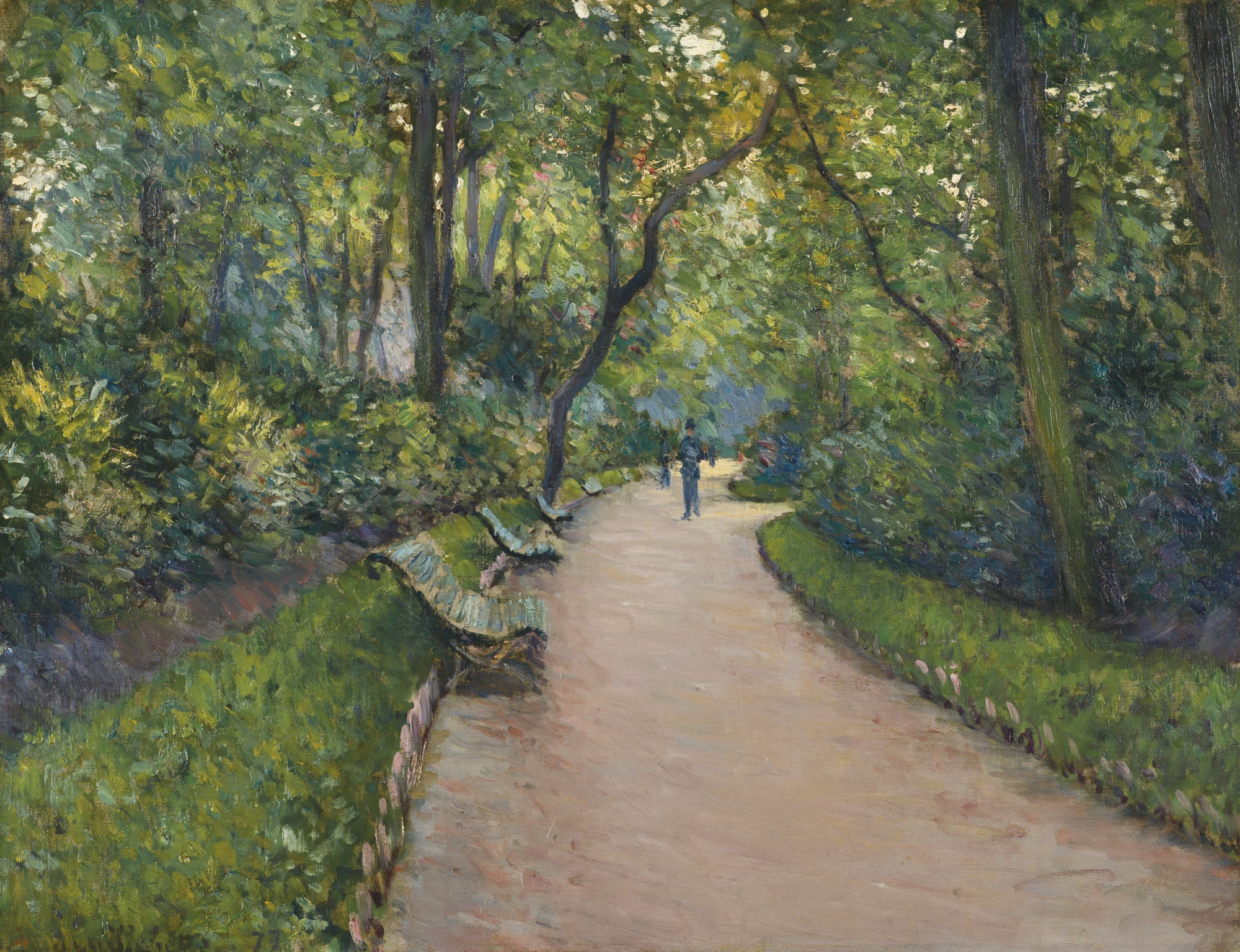
Gustave Caillebotte, 1877.
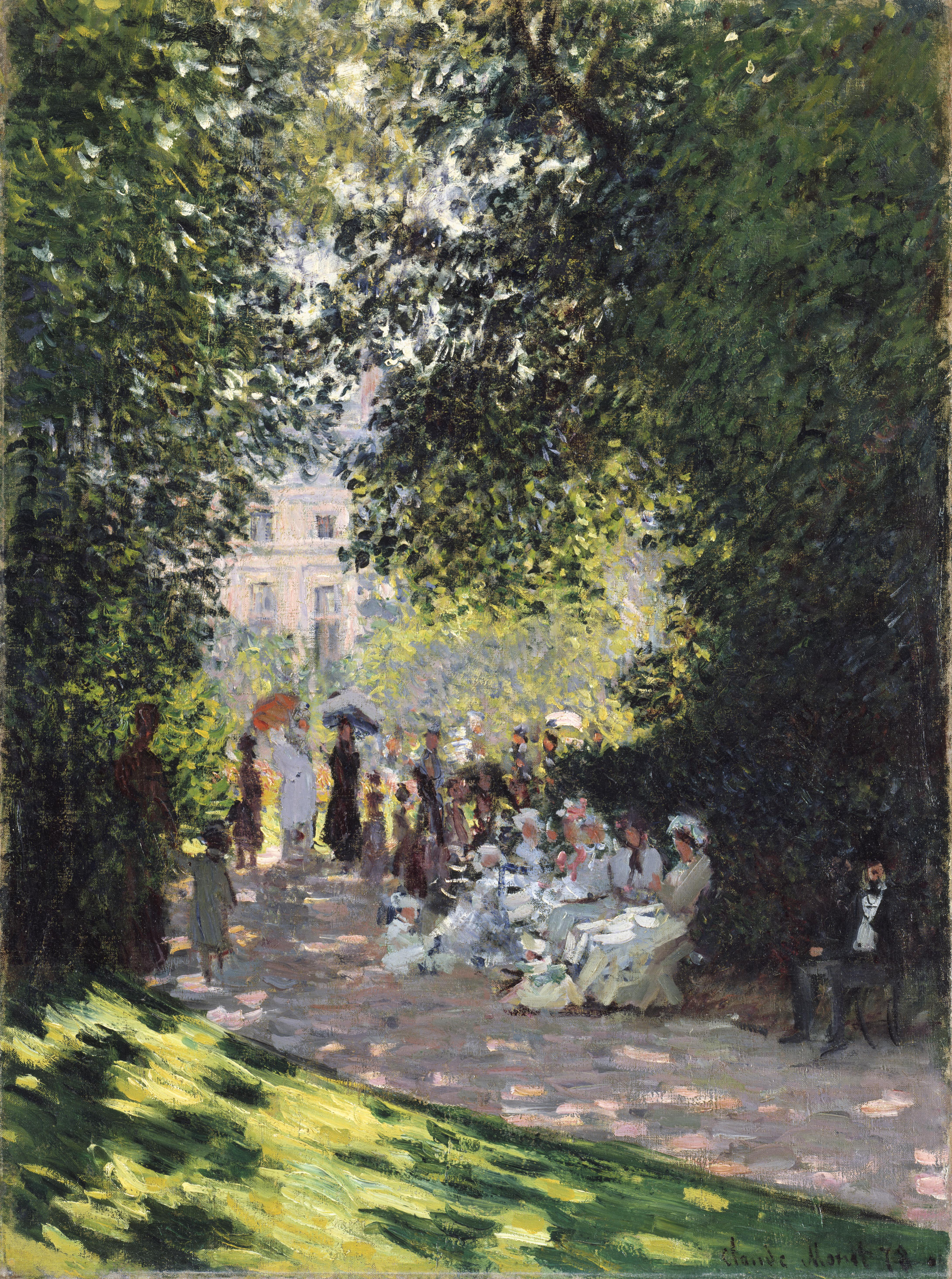
Claude Monet, 1878.
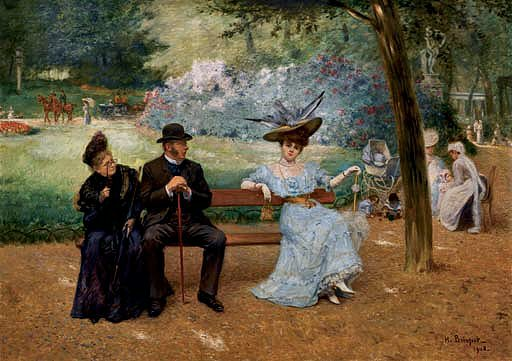
Henri Brispot, 1908.

De nombreux autres artistes l'ont peint, notamment Georges Braque, Paul Michel Dupuy, Georges d'Espagnat et Roger Guit.

### Photographie
Il a été photographié par Eugène Atget et attirera aussi deux photographes majeurs, San Damon, créateur de l'oniroscopisme, qui par sa technique particulière des couleurs y célébra la faune et la flore, ainsi que Willy Ronis qui apporta la densité du mouvement de la vie du parc.

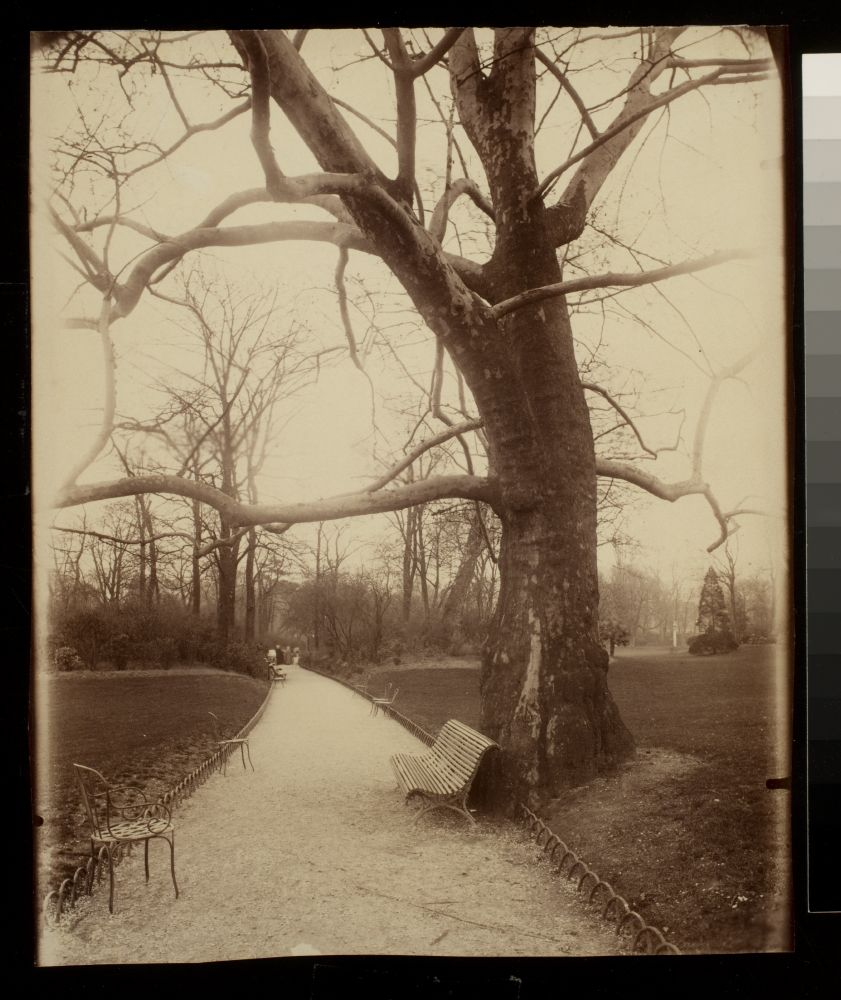
Parc Monceau (photographie d'Eugène Atget, 1901-1902).
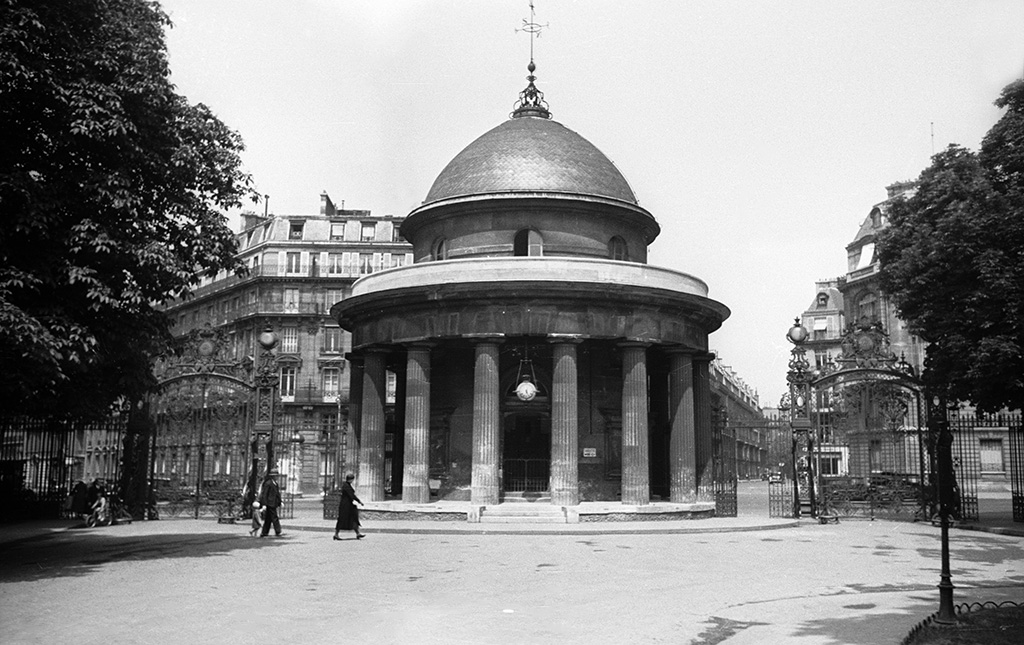
L'entrée du parc en 1934.

### Films tournés
- Razzia sur la chnouf de Henri Decoin (1955).
- Le Voyou de Claude Lelouch (1970).
- Paris, je t'aime de Alfonso Cuaron (2005).
- Incontrôlable de Raffy Shart (2006).
- Ne le dis à personne de Guillaume Canet (2006).
- Alias Caracalla d'Alain Tasma (2013).
- Le Cœur des hommes 3 de Marc Esposito (2013).

### Littérature
- C'est du parc Monceau que s'est inspiré Philippe Sollers pour la rédaction de son roman Le Parc (1961)[17].
- C'est dans le parc Monceau que se déroule une partie de l'action du roman La Curée d'Émile Zola.
- Kurt Tucholsky a écrit un poème éponyme, Park Monceau, publié en 1924.
- Une anecdote racontée de 99 manières différentes par Raymond Queneau dans Exercices de style, publié en 1947, se déroule non loin du parc Monceau.

### Chansons
- Tarzan de Michel Berger (1974).
- Au parc Monceau d'Yves Duteil (1981).
- Pas gaie la pagaille de Maurane (1989).
- Le Balafré de Thomas Fersen (2011).

### Bandes dessinées
- Momies en folie de Jacques Tardi (1978), éditions Casterman.

### Publicités tournées
- Film publicitaire réalisé par Sofia Coppola pour le parfum Miss Dior Chérie avec Natalie Portman.
- Film interactif Escapade de Rosalie Miller pour la maison Lancel, avec Langley Hemingway et Noah Mills (2016).